# Campeonato Mundial de Natação em Piscina Curta de 2021 - 400 m livre masculino
A prova dos 400 metros nado livre masculino do Campeonato Mundial de Natação em Piscina Curta de 2021 foi disputado no dia 16 de dezembro de 2021, na Etihad Arena, em Abu Dhabi, nos Emirados Árabes Unidos.

## Recordes
Antes desta competição, os recordes mundiais e do campeonato nesta prova eram os seguintes:
|                       | Nome          | Nacionalidade | Tempo   | Local    | Data                   |
| --------------------- | ------------- | ------------- | ------- | -------- | ---------------------- |
| Recorde mundial       | Yannick Agnel | França        | 3:32.25 | Angers   | 15 de novembro de 2012 |
| Recorde do campeonato | Danas Rapšys  | Lituânia      | 3:34.01 | Hangzhou | 11 de dezembro de 2018 |

## Medalhistas
| Ouro               | Prata              | Bronze                 |
| Felix Auböck (AUT) | Danas Rapšys (LTU) | Antonio Djakovic (SUI) |

## Resultados

### Eliminatórias
As eliminatórias ocorreram dia 16 de dezembro com um total de 63 nadadores.
| Colocação | Bateria | Raia | Nadador                  | Nacionalidade              | Tempo   | Notas            |
| --------- | ------- | ---- | ------------------------ | -------------------------- | ------- | ---------------- |
| 1         | 7       | 5    | Felix Auböck             | Áustria                    | 3:37.91 | Q                |
| 2         | 5       | 7    | Kieran Smith             | Estados Unidos             | 3:38.61 | Q                |
| 3         | 7       | 7    | Antonio Djakovic         | Suíça                      | 3:39.06 | Q,               |
| 4         | 6       | 5    | Luc Kroon                | Países Baixos              | 3:39.17 | Q                |
| 5         | 7       | 2    | Max Litchfield           | Reino Unido                | 3:39.34 | Q                |
| 6         | 7       | 4    | Danas Rapšys             | Lituânia                   | 3:39.38 | Q                |
| 7         | 4       | 6    | Alfonso Mestre           | Venezuela                  | 3:39.52 | Q,               |
| 8         | 6       | 3    | Marco De Tullio          | Itália                     | 3:39.53 | Q                |
| 9         | 7       | 3    | Matteo Ciampi            | Itália                     | 3:40.10 |                  |
| 10        | 6       | 0    | Ahmed Hafnaoui           | Tunísia                    | 3:40.30 |                  |
| 11        | 7       | 6    | Balázs Holló             | Hungria                    | 3:41.75 |                  |
| 12        | 7       | 8    | Maarten Brzoskowski      | Países Baixos              | 3:41.84 |                  |
| 13        | 6       | 6    | Henrik Christiansen      | Noruega                    | 3:42.03 |                  |
| 14        | 4       | 3    | Marwan Elkamash          | Egito                      | 3:42.17 |                  |
| 15        | 6       | 4    | Tom Dean                 | Reino Unido                | 3:42.41 |                  |
| 16        | 6       | 2    | Daniil Shatalov          | Federação Russa de Natação | 3:42.50 |                  |
| 17        | 5       | 8    | José Paulo Lopes         | Portugal                   | 3:42.57 | Recorde nacional |
| 18        | 4       | 4    | Denis Loktev             | Israel                     | 3:43.27 |                  |
| 19        | 5       | 4    | Lee Ho-joon              | Coreia do Sul              | 3:43.35 |                  |
| 20        | 6       | 7    | Jordan Pothain           | França                     | 3:43.43 |                  |
| 21        | 7       | 1    | Velimir Stjepanović      | Sérvia                     | 3:43.58 |                  |
| 22        | 5       | 1    | Lukas Märtens            | Alemanha                   | 3:43.64 |                  |
| 23        | 4       | 1    | Nguyễn Huy Hoàng         | Vietname                   | 3:43.89 | Recorde nacional |
| 24        | 3       | 5    | Juan Morales             | Colômbia                   | 3:44.00 | Recorde nacional |
| 25        | 4       | 5    | Gábor Zombori            | Hungria                    | 3:44.23 |                  |
| 26        | 5       | 0    | Dimitrios Markos         | Grécia                     | 3:44.83 |                  |
| 27        | 5       | 6    | Aleksandr Egorov         | Federação Russa de Natação | 3:44.90 |                  |
| 28        | 6       | 1    | Stefan Šorak             | Sérvia                     | 3:45.01 |                  |
| 29        | 6       | 8    | Baturalp Ünlü            | Turquia                    | 3:45.66 |                  |
| 30        | 7       | 9    | Ondřej Gemov             | Chéquia                    | 3:45.74 |                  |
| 31        | 5       | 2    | Henning Mühlleitner      | Alemanha                   | 3:46.05 |                  |
| 32        | 4       | 7    | David Popovici           | Roménia                    | 3:46.08 |                  |
| 33        | 3       | 2    | Eduardo Cisternas        | Chile                      | 3:46.43 | Recorde nacional |
| 34        | 4       | 8    | Chen Ende                | China                      | 3:46.61 |                  |
| 35        | 5       | 3    | Jan Micka                | Chéquia                    | 3:46.68 |                  |
| 36        | 4       | 0    | Cheuk Ming Ho            | Hong Kong                  | 3:47.51 | Recorde nacional |
| 37        | 5       | 5    | Joaquín Vargas           | Peru                       | 3:48.05 |                  |
| 38        | 4       | 2    | Thomas Thijs             | Bélgica                    | 3:48.07 |                  |
| 39        | 7       | 0    | Yordan Yanchev           | Bulgária                   | 3:48.12 |                  |
| 40        | 3       | 4    | Tonnam Kanteemool        | Tailândia                  | 3:49.01 | Recorde nacional |
| 41        | 3       | 6    | Kushagra Rawat           | Índia                      | 3:49.04 | Recorde nacional |
| 42        | 3       | 3    | Aflah Prawira            | Indonésia                  | 3:49.13 | Recorde nacional |
| 43        | 6       | 9    | Mohamed Lagili           | Tunísia                    | 3:50.73 |                  |
| 44        | 3       | 1    | Mohamed Anisse Djaballah | Argélia                    | 3:52.01 |                  |
| 45        | 4       | 9    | Finn McGeever            | Irlanda                    | 3:52.34 |                  |
| 46        | 3       | 7    | Irakli Revishvili        | Geórgia                    | 3:53.62 |                  |
| 47        | 3       | 0    | Adib Khalil              | Líbano                     | 3:53.64 | Recorde nacional |
| 48        | 3       | 9    | Omar Abbas               | Síria                      | 3:53.66 | Recorde nacional |
| 49        | 2       | 3    | Loris Bianchi            | San Marino                 | 3:55.50 | Recorde nacional |
| 50        | 2       | 4    | Pavel Alovatki           | Moldávia                   | 3:55.55 |                  |
| 51        | 2       | 5    | Joseph Macías            | Equador                    | 3:57.51 |                  |
| 52        | 1       | 3    | Adrián Navarro           | Cuba                       | 3:58.31 |                  |
| 53        | 3       | 8    | Dylan Cachia             | Malta                      | 3:59.11 |                  |
| 54        | 2       | 1    | Ado Gargović             | Montenegro                 | 3:59.93 |                  |
| 55        | 2       | 9    | Ramazan Omarov           | Quirguistão                | 4:02.67 |                  |
| 56        | 2       | 6    | Nikoli Blackman          | Trinidad e Tobago          | 4:03.35 |                  |
| 57        | 2       | 7    | Henrique Mascarenhas     | Angola                     | 4:04.23 |                  |
| 58        | 2       | 2    | Johan Nónskarð Dam       | Ilhas Feroé                | 4:04.95 |                  |
| 59        | 2       | 0    | Christopher Gossmann     | Guatemala                  | 4:06.06 |                  |
| 60        | 1       | 5    | Sauod Al-Shamroukh       | Kuwait                     | 4:09.83 |                  |
| 61        | 2       | 8    | ‪Ahmed Ali Al-Hazmi       | Arábia Saudita             | 4:12.13 |                  |
| 62        | 1       | 4    | Ali Imaam                | Maldivas                   | 4:24.45 |                  |
| 63        | 1       | 6    | Mark Imazu               | Guam                       | DSQ     |                  |
| 63        | 1       | 2    | Tesfaye Beyene           | Eritreia                   | DNS     |                  |
| 63        | 5       | 9    | Glen Lim Jun Wei         | Singapura                  | DNS     |                  |

### Final
A final foi realizada em 16 de dezembro.
| Colocação         | Raia | Nadador          | Nacionalidade  | Tempo   | Notas            |
| ----------------- | ---- | ---------------- | -------------- | ------- | ---------------- |
| Medalha de ouro   | 4    | Felix Auböck     | Áustria        | 3:35.90 | Recorde nacional |
| Medalha de prata  | 7    | Danas Rapšys     | Lituânia       | 3:36.23 |                  |
| Medalha de bronze | 3    | Antonio Djakovic | Suíça          | 3:36.83 | Recorde nacional |
| 4                 | 8    | Marco De Tullio  | Itália         | 3:37.83 |                  |
| 5                 | 5    | Kieran Smith     | Estados Unidos | 3:38.77 |                  |
| 6                 | 6    | Luc Kroon        | Países Baixos  | 3:39.03 |                  |
| 7                 | 1    | Alfonso Mestre   | Venezuela      | 3:39.06 | Recorde nacional |
| 8                 | 2    | Max Litchfield   | Reino Unido    | 3:39.45 |                  |

Legenda
| Recorde mundial       | Recorde mundial (World record)               |                       | Recorde africano                      | Recorde africano (African) |                                           | Q | Classificado por posição (Qualified) |
| Recorde do campeonato | Recorde do campeonato (Championship record)  | Recorde da América    | Recorde da América (Americas)         | q                          | Classificado por melhor tempo (Qualified) |   |                                      |
| Melhor marca do ano   | Melhor marca do ano (World leading)          | Recorde asiático      | Recorde asiático (Asian)              | DNS                        | Não largou (Did not start)                |   |                                      |
| Recorde nacional      | Recorde nacional (National record)           | Recorde europeu       | Recorde europeu (European)            | DNF                        | Não terminou (Did not finish)             |   |                                      |
| Recorde pessoal       | Recorde pessoal do atleta (Personal best)    | Recorde da Oceania    | Recorde da Oceania (Oceania)          | DSQ / DQ                   | Desclassificado (Disqualified)            |   |                                      |
| Recorde da temporada  | Recorde da temporada do atleta (Season best) | Recorde sul-americano | Recorde sul-americano (South America) | NM                         | Sem marca (No mark)                       |   |                                      |